# 克勞利湖 (加利福尼亞州)
克勞利湖（英語：Crowley Lake）是位於美國加利福尼亞州莫諾縣的一個人口普查指定地區。

## 地理
克勞利湖的座標為37°34′22″N 118°47′28″W / 37.57278°N 118.79111°W，而該地最高點為海拔高度2118米（即6949英尺）。

## 人口
根據2010年美國人口普查的數據，克勞利湖的面積為7.311平方千米，當中陸地面積為7.271平方千米，而水域面積為0.040平方千米。當地共有人口875人，而人口密度為每平方千米119人。